# The Trail of Cards (film 1913 Martin)
The Trail of Cards è un cortometraggio muto del 1913 diretto da E.A. Martin. Prodotto dalla Selig Polyscope Company da un soggetto di Arthur Preston Hankins, il film aveva come interpreti Herbert Rawlinson, Adele Lane, Henry W. Otto, George Hernandez.

## Produzione
Il film fu prodotto dalla Selig Polyscope Company.

## Distribuzione
Distribuito dalla General Film Company, il film - un cortometraggio di una bobina - uscì nelle sale cinematografiche statunitensi il 7 luglio 1913.